# 士会
士 会（し かい、生没年不詳）は、中国春秋時代の晋の武将、政治家。姓は祁、氏は士、もしくは封地名から随、范、諱は会、字は季、諡は武。随会、范武子とも呼ばれる。士蔿の孫。士缺（士成伯）の末子。士燮（范文子）、士魴（彘共子）の父。

## 略歴

### 秦への亡命
士会は末子と言う立場上（字の季は末子を指す）、家を継げる立場に無かったが、紀元前632年の城濮の戦いに従軍し、その後に晋軍が帰還する時、文公に車右に指名される。
それから11年後の紀元前621年の襄公の死後に、正卿趙盾の命によって秦にいた公子雍を新たな晋君として迎える為に、卿の先蔑とともに秦に向かったが、士会達が秦にいる間に晋では襄公の子の夷皋を立てる動きが強くなり、士会達は急遽晋へと呼び戻され、趙盾も心変わりして夷皋を立てて霊公とした。
何も知らずに晋へとやってきた公子雍を趙盾は令狐にて攻撃し、士会はこれに怒って秦へと亡命した。そして秦康公に仕えたが、同じく晋から亡命してきた先蔑には一度も会わなかった。その後、士会は康公の軍事顧問となり、紀元前615年の河曲の戦役では晋の軍隊を次々と撃破する等の軍才を示した。

### 帰国、そして再仕官
翌紀元前614年、士会は彼の軍才に着目した郤缺の策略により晋へ連れ戻され、晋の大夫に取り立てられる。その際封地として随や范の地を与えられた事から、士会が立てた分家は范氏とも呼ばれるようになる。士会は度々、趙盾と対立している霊公の乱行を諌めたが、霊公はそれを聞き入れる事無く、紀元前607年に暗殺されてしまった。

### 邲の戦い
紀元前597年、鄭を救援する為に晋が出兵した際に上軍の将となるが、戦いに利あらずとして終始楚の荘王との和睦を主張するも、邲の戦いが起こる。その際、中軍の将を務めていた荀林父が、楚軍の猛攻に対応しきれず、「一番早く河を渡って退却したものに褒美を出す」と全軍に布告したため、戦闘放棄をする兵が増えてしまい、徹底的に叩かれる。趙朔率いる下軍も中軍があっという間に壊滅したため、攻撃を支えきれず敗退した。結果、晋軍は大敗した。しかし、士会の指揮する上軍のみは損害を出すことなく退却に成功している。

### 正卿になる
後の紀元前593年3月29日、士会は荀林父の後を受けて、正卿（宰相）・中軍の将に就任する。その際、士会の手腕をおそれて、盗賊がみな秦に逃亡したという記述が春秋左氏伝にみられる。同年冬には周の内紛を収め、定王からもてなしを受けるも、その礼を知らなかった事を恥じて、帰国後に典礼を研究して新たなる法を定めた。その法は後に「范武子の法」として、晋で長く尊重される事になる。
士会は宰相の位は2年間で引退するものの、春秋左氏伝は「晋の歴史上、士会こそが最高の宰相である」と士会を絶賛している。死後、その大活躍から諡号の「武」を諡され、范武子と呼ばれる。

## 士会を題材にした小説
- 宮城谷昌光『沙中の回廊』朝日新聞社, 2001年